# Vallée de Salt Lake

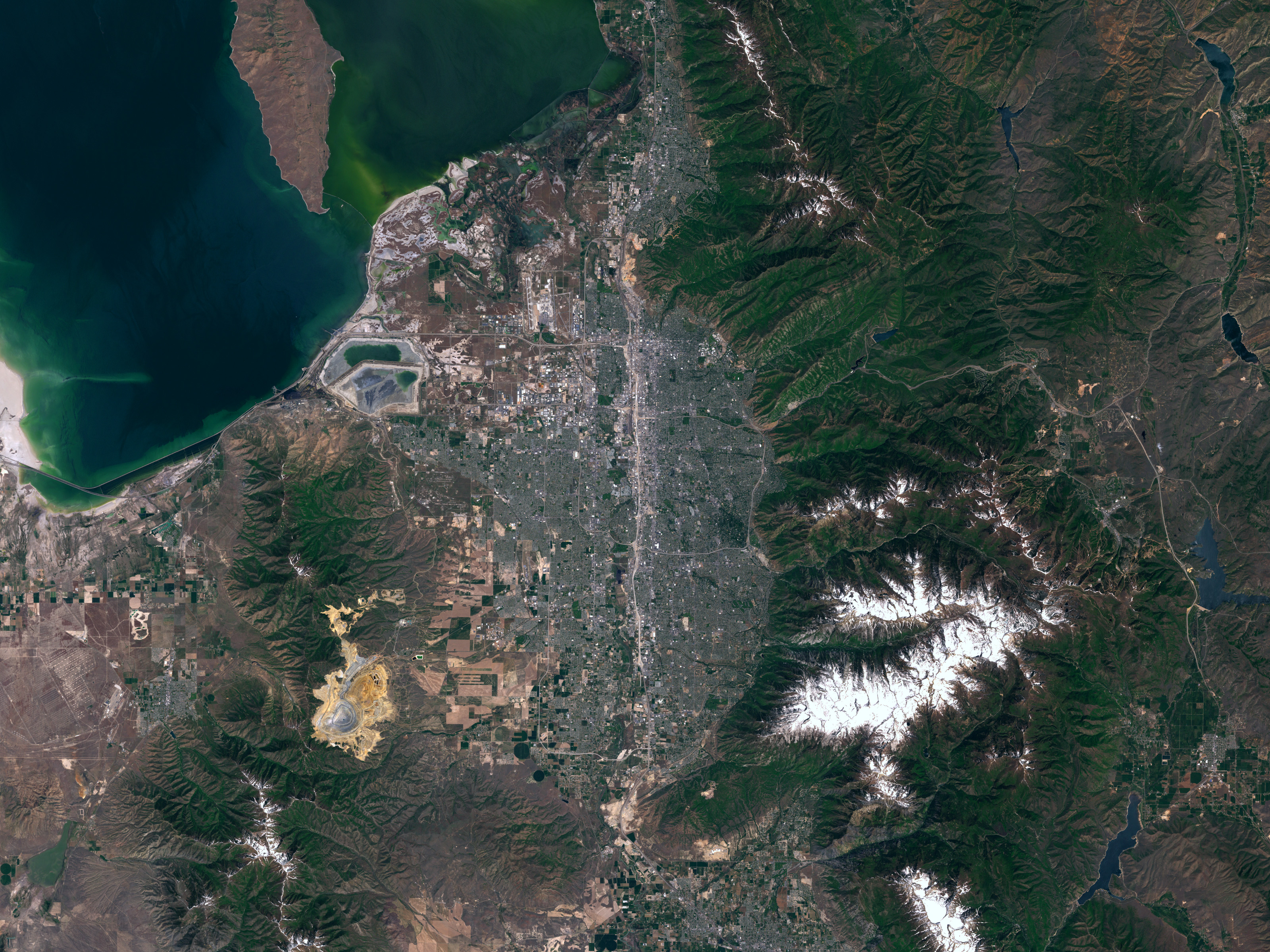
Le vallée de Salt Lake avec l'agglomération de Salt Lake City au centre et le Grand Lac Salé en haut à gauche.

La vallée de Salt Lake (anglais : Salt Lake Valley) est une vallée de 1 300 km2 dans le comté de Salt Lake dans l'État de l'Utah aux États-Unis. La vallée, située au sud-est du Grand Lac Salé, est encadrée par la Chaîne Wasatch à l'est, les monts Oquirrh à l'ouest et les monts Traverse au sud.
Elle englobe la ville de Salt Lake City et plusieurs de ses banlieues, notamment West Valley City, Murray, Sandy et West Jordan. Sa population totale était de 948 172 habitants en 2005.